# Recopa de la Concacaf 1997
La Recopa de 1997 contó con la participación de los campeones de copa de Norteamérica, Centroamérica y el Caribe más los equipos clasificados de la edición pasada.
CD Olimpia de Honduras y Club Necaxa de México debían jugar la final, pero nunca tuvo lugar por lo que el torneo fue declarado desierto.

## Zona Norteamericana
Dallas Burn de Estados Unidos y los equipos mexicanos Necaxa y Cruz Azul avanzaron a la ronda final.

## Zona Centroamericana

### Primera ronda

#### Amatitlán - FAS
| Equipo Local Ida | Resultado       | Equipo Visitante Ida | Ida   | Vuelta |
| ---------------- | --------------- | -------------------- | ----- | ------ |
| FAS              | 2 - 2 (3-4 (p.) | Amatitlán            | 2 - 2 | 0 - 0  |

- Amatitlán se retiró después del partido y Jong Colombia tomó su lugar.

#### Belén - Diriangén
| Equipo Local Ida | Resultado | Equipo Visitante Ida | Ida   | Vuelta |
| ---------------- | --------- | -------------------- | ----- | ------ |
| Belén            | 5 - 3     | Diriangén            | 2 - 1 | 3 - 2  |

#### Platense - Juventus Orange Walk
| 28 de junio de 1997 | Juventus Orange Walk | 1:0 (1:0) | Platense | Belmopán, Belice |  |
|                     | Norman Núñez 42'     |           |          |                  |  |

| 6 de julio de 1997 | Platense                                                                              | 4:1 (3:0) (Global 4:2) | Juventus Orange Walk   | Estadio Excelsior, Puerto Cortés |  |
|                    | Álex Ávila 31' · Reynaldo Clavasquín 33' · Juan Manuel Cárcamo 35' · Luis Perdomo 79' |                        | David Mc Callister 85' |                                  |  |

### Segunda ronda

#### Olimpia - Belén
| 25 de enero de 1998                                                   | Olimpia                                            | 3:0 (0:0) | Belén | Estadio Francisco Morazán, San Pedro Sula |  |
|                                                                       | Wilmer Velásquez 52', 76' · Samuel Caballero 90+6' |           |       |                                           |  |
| La serie se jugó a un partido porque el marcador de ida era abultado. |                                                    |           |       |                                           |  |

#### Platense - Jong Colombia
| 12 de febrero de 1998 | Platense                                                                | 3:1 (0:1) | Jong Colombia         | Estadio Francisco Morazán, San Pedro Sula |  |
|                       | Gustavo Fuentes 70' · Róbel Bernárdez 78' · Carlos Roberto Da Silva 85' |           | Francis Bonifacio 15' |                                           |  |

| 15 de febrero de 1998 | Jong Colombia | 0:7 (0:3) (Global 1:10) | Platense                                                                                        | Estadio Excelsior, Puerto Cortés |  |
|                       |               |                         | Juan Manuel Cárcamo 26', 30', 45' · Gustavo Fuentes 53', 70', 87' · Carlos Roberto Da Silva 88' |                                  |  |

#### Municipal - Plaza Amador
| Equipo Local Ida | Resultado | Equipo Visitante Ida | Ida   | Vuelta |
| ---------------- | --------- | -------------------- | ----- | ------ |
| Plaza Amador     | 0 - 3     | Municipal            | 0 - 1 | 0 - 2  |

## Fase final

### Grupo A
| Equipo      | PJ | PG | PE | PP | GF | GC | Dif. | Pts. |
| ----------- | -- | -- | -- | -- | -- | -- | ---- | ---- |
| Necaxa      | 2  | 1  | 1  | 0  | 5  | 2  | +3   | 4    |
| Cruz Azul   | 2  | 1  | 1  | 0  | 3  | 2  | +1   | 4    |
| Dallas Burn | 2  | 0  | 0  | 2  | 2  | 6  | -4   | 0    |

| 4 de marzo de 1998 | Dallas Burn          | 1:4 (0:2) | Necaxa                                                                | Texas Stadium, Dallas |  |
|                    | Dante Washington 57' |           | Luis Hernández 7' · Pedro Pineda 45' (pen.), 56' · Edson Alvarado 58' |                       |  |

| 8 de marzo de 1998 | Dallas Burn          | 1:2 (0:1) | Cruz Azul                                      | Texas Stadium, Dallas |  |
|                    | Dante Washington 56' |           | Héctor Altamirano 42' · Francisco Palencia 65' |                       |  |

| 11 de marzo de 1998 | Cruz Azul              | 1:1 (1:1) | Necaxa             | Estadio Azteca, Distrito Federal |  |
|                     | Julio César Yegros 24' |           | Luis Hernández 34' |                                  |  |

### Grupo B
| Equipo    | PJ | PG | PE | PP | GF | GC | Dif. | Pts. |
| --------- | -- | -- | -- | -- | -- | -- | ---- | ---- |
| Olimpia   | 2  | 1  | 1  | 0  | 5  | 4  | +1   | 4    |
| Platense  | 2  | 0  | 2  | 0  | 3  | 3  | 0    | 2    |
| Municipal | 2  | 0  | 1  | 1  | 1  | 2  | -1   | 1    |

| 5 de marzo de 1998 | Platense                                                             | 3:3 (0:0) | Olimpia                                                 | Estadio Excelsior, Puerto Cortés |  |
|                    | Julio César de León 72' (pen.), 80' (pen.) · Juan Manuel Cárcamo 60' |           | Wilmer Velásquez 55', 78' (pen.) · Samuel Caballero 64' |                                  |  |

| 8 de marzo de 1998 | Olimpia                                   | 2:1 (1:1) | Municipal          | Estadio Nacional de Tegucigalpa, Tegucigalpa |  |
|                    | Wilmer Velásquez 31' · Denilson Costa 70' |           | Bayron Paredes 34' |                                              |  |

| 1 de abril de 1998 | Municipal | 0:0 | Platense | Estadio Mateo Flores, Ciudad de Guatemala |  |

## Final
| Abril 1998                                          | Olimpia | - | Necaxa |  |  |
| La final nunca fue jugada por motivos desconocidos. |         |   |        |  |  |